# ロイヤル・フィルハーモニック協会
ロイヤル・フィルハーモニック協会（英語: The Royal Philharmonic Society）は、イギリスの音楽協会である。オーケストラなど器楽のコンサートを催すことを目的に、ロンドン・フィルハーモニック協会（The Philharmonic Society of London）として1813年に創設され、1912年に現在の名称になった。
この団体によって委嘱あるいは初演された主な作品に、以下のものがある。
- ベートーヴェン：交響曲第9番
- メンデルスゾーン：交響曲第4番『イタリア』、序曲『フィンガルの洞窟』『美しいメルジーネの物語』
- サン＝サーンス：交響曲第3番『オルガン付き』
- ドヴォルザーク：交響曲第7番、チェロ協奏曲
- エルガー：序曲『コケイン』
- ドビュッシー：ピアノと管弦楽のための幻想曲
- ヴォーン・ウィリアムズ：交響曲第6番

ベルリオーズは在英中にこの団体のコンサートで自作を指揮したことがあり、のちにパリで類似の団体を創設している。
なお、ロンドン・フィルハーモニー管弦楽団（1932年創設）、ロイヤル・フィルハーモニー管弦楽団（1946年創設）の2つのオーケストラは、いずれもトーマス・ビーチャムが個人で創設したものであり、フィルハーモニック協会と組織運営上は直接に関係がない。ただし、どちらの創設も協会が関連している。前者は、1919年に協会が設立し、1931年に活動停止した楽団（旧ロイヤル・フィル）が母体となっている。後者は、協会主催のコンサートでの演奏を請け負う契約と共に、命名にあたって協会から「ロイヤル」の使用許可を得ている。